# Rhabdodendron macrophyllum
Rhabdodendron macrophyllum, grmiz kišnih šuma Južne Amerike, rašireno po sjevernom Brazilu. Naraste do 6 metara visine. Najbliži mu je srodnik R. amazonicum, od kojeg se razlikuje po obliku lista

## Sinonimi
- Lecostomon macrophyllum Spruce ex Benth.
- Rhabdodendron columnare Gilg & Pilg.